# Fatal Reunion
Fatal Reunion is een Canadese thriller uit 2005 onder regie van George Erschbamer.

## Verhaal
De knappe Jessica Hartley-Landers is getrouwd met zakenman Russell Landers, maar hun huwelijk is de laatste maanden zodanig in het slop geraakt dat dochter Katie en zoon Joshua het evenwel gaan merken. Manlief werkt bijkans dagelijks over om een belangrijke klant binnen te halen, terwijl vrouwlief meer tijd besteed met haar vriendinnen: Rosemary (die een eigen winkel runt), Claire (die op de rand van trouwen staat) en Lynne (volkomen weg van www.schoolreunion.com). Jessica treedt uit onvrede via de website in contact met haar oude vlam Marcus Declan, waarna ze de volgende dag reeds een afspraak met hem heeft om koffie te drinken. Na aandringen door de gladde makelaar volgt de volgende dag een romantisch diner in een restaurant, maar Jessica maakt Marcus duidelijk dat de man niets hoeft te verwachten van een getrouwde vrouw die het opnieuw zoeken naar contact met een oude bekende wellicht achterwege had moeten laten. Met het beoefenen van kendo, een Japanse zwaardkunst, tracht de vrouw in Seattle zo goed mogelijk haar mannetje te staan.
Als vriendin Callie bij een toevallig treffen zegt dat ze Russell recentelijk in het gezelschap van een vrouw in een sexy rode jurk heeft gezien, denkt Jessica haar bange vermoedens bevestigd te hebben en confronteert haar echtgenoot met het bewijsmateriaal dat ze heeft verzameld. Russell verbaast collega Sam Watson door een miljoenendeal te sluiten met de elegante Michelle Lorianna, het gezicht van Lorianna Perfumes, en John Slayter, directeur van hetzelfde bedrijf. Tijdens een officieel feest ter ere van het zakelijke succes staat Jessica oog in oog met een vriendelijke vrouw van wie ze een geduchte concurrentie denkt te hebben. Russells smoes van overwerk lijkt in de prullenbak te liggen en het huwelijk weer op rolletjes te lopen.
Jessica ondervindt hinder van gebeurtenissen die zich steeds serieuzer om haar heen plaatsvinden: thuisbezorgde rozen, nachtelijke telefoontjes, e-mails met scheldkanonnades, stenen door autoruiten, een bijna-aanslag met een kruisboog door een gemaskerd figuur. Detective Weber, officier Davies en officier Jones schieten niet op in hun onderzoek naar de mogelijke dader, maar Jessica vertelt zowel Russell als de dienders er volstrekt zeker van te zijn dat Marcus sinds haar afwijzing obsessieve pogingen onderneemt om de heerlijke blondine voor zich te winnen.
Als advocate Lisa Calders de deurbel doet rinkelen en zegt het radeloze koppel van dienst te kunnen zijn, luisteren Jessica en Russell met interesse naar haar verhaal. De onbekende raadsvrouw vertelt dat ze een jaar eerder de verdediging van Marcus – destijds verdacht van moord op minnares Nicole Kingsley – heeft gevoerd in een proces waarin de rechter hem onschuldig heeft bevonden. Na zijn vrijpleiting heeft Marcus’ vrouw de verklaring aangepast, waardoor de advocate thans het risico neemt om haar beroep op het spel te zetten en haar voormalige cliënt met hulp van Jessica en Russell in de val te lokken. Als hond Lucy door het eten van rattengif bijna vergiftigd raakt en Jessica op het nippertje ontsnapt aan een frontale aanrijding, beseft het echtpaar tegen wil en dank dat de politie niets kan verrichten en de advocaat van de duivel blijkt te zijn.

## Rolverdeling
- Erika Eleniak - Jessica Hartley-Landers
- David Millbern - Russell Landers
- Ashley Hale - Katie Landers
- Nathan Tipple - Joshua Landers
- Michael Bergin - Marcus Declan
- Juliet Landau - Lisa Calders / Dana Declan
- Barbara Fixx - Rosemary
- Lucia Walters - Claire
- Sonya Salomaa - Lynne
- Philip Granger - detective Weber
- Michael St. John Smith - John Slayter
- Kwesi Ameyaw - Sam Watson
- Stellina Rusich - Michelle Lorianna
- Anne Openshaw - Nicole Kingsley
- Debbie Podowski - Callie
- Frank Cassini - officier Davies
- Nels Lennarson - officier Jones
- Michelle Harrison - Samantha Banton
- Stephen Chang - kendomeester
- Buddy - Lucy (hond)